# Stefan Leleu
Stefan Leleu (28 februari 1970) is een Belgisch voetbalcoach en voormalig voetballer. Hij speelde bij onder andere KV Kortrijk, Antwerp en SV Zulte Waregem, waar hij kapitein van de ploeg was. Leleu was elf jaar hoofdtrainer van KSV Oudenaarde, waarmee hij in 2012 naar Tweede klasse promoveerde.

## Spelerscarrière
Leleu werd in 1992 door tweedeklasser Sint-Niklase SK weggeplukt bij provincialer SV Sottegem. In 1995 maakt hij de overstap naar reeksgenoot KV Kortrijk, waarmee hij na drie seizoenen promoveerde naar Eerste klasse. Leleu behield in Eerste klasse zijn basisplaats in de Kortrijkse verdediging, maar kon niet vermijden dat de club na één seizoen weer naar Tweede klasse degradeerde.
Na de degradatie met Kortrijk koos Leleu voor Royal Antwerp FC, waarmee hij meteen kampioen werd in Tweede klasse. Hij speelde vier seizoenen met de club in Eerste klasse en degradeerde vervolgens opnieuw naar Tweede klasse. Ook ditmaal koos hij voor eenzelfde scenario: hij tekende voor tweedeklasser SV Zulte-Waregem. Na amper één seizoen beukte hij ook met Zulte-Waregem de deur naar Eerste klasse open. Het werd het begin van een mooi verhaal: Leleu was als aanvoerder een belangrijke pion in de steile opmars van de West-Vlaamse club. In 2006 won hij met de club de Beker van België, vervolgens maakte hij op 36-jarige leeftijd zijn debuut in het Europese voetbal. In 2007 trok hij naar derdeklasser KSV Oudenaarde om zijn spelerscarrière af te ronden.

## Statistieken
| Jaar      | Club             | Positie    | T  |   |   | D |    |   |   |
| --------- | ---------------- | ---------- | -- | - | - | - | -- | - | - |
| 2001-2002 | Antwerp FC       | Verdediger | 29 | 0 | 0 | 1 | 9  | 2 | 0 |
| 2002-2003 | Antwerp FC       | Verdediger | 28 | 0 | 1 | 1 | 6  | 0 | 1 |
| 2003-2004 | Antwerp FC       | Verdediger | 21 | 0 | 2 | 0 | 8  | 1 | 0 |
| 2005-2006 | SV Zulte Waregem | Verdediger | 28 | 0 | 5 | 2 | 5  | 0 | 0 |
| 2006-2007 | SV Zulte Waregem | Verdediger | 20 | 3 | 1 | 1 | 10 | 0 | 0 |

## Trainerscarrière
Na zijn spelersafscheid in 2008 volgde Leleu Gaby Demanet op als hoofdtrainer van KSV Oudenaarde. Na vier seizoenen wist hij te promoveren naar Tweede klasse, waar Oudenaarde evenwel voorlaatste eindigde. Na de terugkeer naar Derde klasse eindigde Oudenaarde nog regelmatig hoog in het klassement, maar de club voerde meermaals geen licentie-aanvraag in.
Na de degradatie naar Tweede klasse amateurs in 2019 hield Leleu het trainerschap bij Oudenaarde na elf jaar voor bekeken. Hij bleef evenwel bij de club als sportief manager. Een jaar later keerde hij terug als trainer.